# کوسورا (صندوق‌لی)
کوسورا (به ترکی استانبولی: Kusura) یک منطقهٔ مسکونی در ترکیه است که در صندوق‌لی واقع شده‌است.